# Laibachkunstderfuge
Laibachkunstderfuge je studijski album skupine Laibach, ki je izšel leta 2008 pri založbah Dallas Records (zgoščenka) in Mute Records (digitalna izdaja). Album je reinterpretacija Bachove »Umetnosti fuge« BWV 1080 (Die Kunst der Fuge v nemščini).

## Seznam skladb
Avtor vseh skladb je iBach, aranžmaje pa je prispevala skupina Laibach.
| Št. | Naslov                                                               | Dolžina |
| --- | -------------------------------------------------------------------- | ------- |
| 1.  | „Contrapunctus 1‟                                                    | 3:07    |
| 2.  | „Contrapunctus 2‟                                                    | 20:52   |
| 3.  | „Contrapunctus 3‟                                                    | 2:54    |
| 4.  | „Contrapunctus 4‟                                                    | 5:17    |
| 5.  | „Contrapunctus 5‟                                                    | 2:46    |
| 6.  | „Contrapunctus 6, a 4 im Stile francese‟                             | 4:11    |
| 7.  | „Contrapunctus 7, a 4 per Augment et Diminut‟                        | 1:21    |
| 8.  | „Contrapunctus 8, a 3‟                                               | 7:31    |
| 9.  | „Contrapunctus 9, a 4 alla Duodecima‟                                | 8:26    |
| 10. | „Contrapunctus 10 a 4 alla Decima‟                                   | 6:15    |
| 11. | „Contrapunctus 11, a 4‟                                              | 2:02    |
| 12. | „Contrapunctus 12, Canon alla Ottava‟                                | 4:22    |
| 13. | „Contrapunctus 13, Canon alla Duodecima in Contrapuncto alla Quinta‟ | 4:46    |
| 14. | „Contrapunctus 15, canon per Augmentationem in Contrario Motu‟       | 5:22    |

## Produkcija
- Oblikovanje: neja:aka
- Mix: iTurk